# Panamerikanische Spiele 1955/Gewichtheben
Bei den Panamerikanischen Spiele 1955 in Mexiko-Stadt (Mexiko) wurden im Gewichtheben Wettbewerbe in sieben Gewichtsklassen der Männer ausgetragen.

## Medaillengewinner

### Bantamgewicht (bis 56 kg)
| Platz | Athlet            |
| ----- | ----------------- |
| 1     | Charles Vinci     |
| 2     | Angel Famiglietti |
| 3     | Ignacio Suárez    |

### Federgewicht (bis 60 kg)
| Platz | Athlet          |
| ----- | --------------- |
| 1     | Carlos Chávez   |
| 2     | Yas Kuzuhara    |
| 3     | Edmundo Álvarez |

### Leichtgewicht (bis 67,5 kg)
| Platz | Athlet          |
| ----- | --------------- |
| 1     | Joe Pitman      |
| 2     | Ambrose Cornet  |
| 3     | Emilio González |

### Mittelgewicht (bis 75 kg)
| Platz | Athlet        |
| ----- | ------------- |
| 1     | Peter George  |
| 2     | Julián Suárez |
| 3     | Don Heron     |

### Leichtschwergewicht (bis 82,5 kg)
| Platz | Athlet           |
| ----- | ---------------- |
| 1     | Thomas Kono      |
| 2     | Osvaldo Forte    |
| 3     | Julian Pemberton |

### Mittelschwergewicht (bis 90 kg)
| Platz | Athlet             |
| ----- | ------------------ |
| 1     | David Sheppard     |
| 2     | Bruno Barabani     |
| 3     | Carlos Sigelshifer |

### Schwergewicht (über 90 kg)
| Platz | Athlet             |
| ----- | ------------------ |
| 1     | Norbert Schemansky |
| 2     | Humberto Selvetti  |
| 3     | Bèto Adriana       |

## Medaillenspiegel
| Platz | Nation                   | Gold | Silber | Bronze | Gesamt |
| ----- | ------------------------ | ---- | ------ | ------ | ------ |
| 1.    | Vereinigte Staaten       | 6    | 1      | 0      | 7      |
| 2.    | Panama                   | 1    | 1      | 0      | 2      |
| 3.    | Argentinien              | 0    | 2      | 2      | 4      |
| 4.    | Niederländische Antillen | 0    | 1      | 2      | 3      |
| 5.    | Kuba                     | 0    | 1      | 1      | 2      |
| 6.    | Brasilien                | 0    | 1      | 0      | 1      |
| 7.    | Jamaika                  | 0    | 0      | 1      | 1      |
| 7.    | Mexiko                   | 0    | 0      | 1      | 1      |